# مرد عنکبوتی: سایه‌های تار
مرد عنکبوتی: سایه‌های تار (انگلیسی: Spider-Man: Web of Shadows) یک بازی اکشن-ماجراجویی جهان باز است که براساس شخصیت مرد عنکبوتی ساخته شده‌است. این بازی در اکتبر ۲۰۰۸  برای پلی‌استیشن ۲، پلی‌استیشن ۳ و ایکس‌باکس ۳۶۰ منتشر شد. در این بازی مرد عنکبوتی در منهتن قرار دارد و با دشمنان مختلف  گربه سیاه, کرکس, راینوو الکترو مبارزه می کند.